# Überfüllung (Druck)
Überfüllung oder Beschnittzugabe bezeichnet den zu bedruckenden Raum, der beim abfallenden Druck (d. h. einem Druck bis zum unmittelbaren Rand des Bedruckstoffs) über das Endformat hinausgeht.
Um ein randloses Druckwerk zu erhalten, druckt man zuerst auf ein größeres Medium und beschneidet dieses dann auf das gewünschte Format. Ohne solche Beschnittzugabe kommt es zu unschönen beziehungsweise unprofessionellen weißen Streifen am Rand (Blitzer).
Dabei müssen alle Elemente, die bis zum Rand des Endformats sichtbar sein sollen, über diesen Rand hinaus angelegt werden. Im Offsetdruck und Digitaldruck bei Standardgrößen sind dies üblicherweise mindestens 3 mm allseitiger Zuschlag.
In Adobe InDesign wird die Überfüllung als Anschnitt bezeichnet und kann im Dialogfenster Dokument einrichten definiert werden. Auch beispielsweise im freien Layoutprogramm Scribus ist in den Dokumenteigenschaften eine Beschnitt-Einstellung verfügbar.